# Frank Terletzki
Frank Terletzki (Berlijn, 5 augustus 1950) is een voormalig voetballer uit Oost-Duitsland, die speelde als middenvelder. Hij kwam zijn gehele loopbaan uit voor BFC Dynamo Berlin. Met die club werd hij achtmaal op rij kampioen van de DDR.

## Interlandcarrière
Terletzki, bijgenaamd "Tucker", kwam in totaal vier keer (één doelpunt) uit voor de nationale ploeg van Oost-Duitsland in de periode 1975–1980. Onder leiding van bondscoach Georg Buschner maakte hij zijn debuut op 3 september 1975 in de vriendschappelijke wedstrijd tegen Sovjet-Unie (0–0) in Moskou, net als Gerd Weber (SG Dynamo Dresden). Terletzki maakte deel uit van de Oost-Duitse selectie die de zilveren medaille won bij de Olympische Spelen in 1980.

## Erelijst
BFC Dynamo Berlin
- DDR-Oberliga:

1979, 1980, 1981, 1982, 1983, 1984, 1985, 1986
| Logo van de Olympische Spelen | Goud | Zilver | Brons | Logo van de Olympische Spelen |
|                               | 0    | 1      | 0     |                               |